# Elecciones generales de San Vicente y las Granadinas de 2015
Las elecciones generales de San Vicente y las Granadinas de 2015 tuvieron lugar el 9 de diciembre del mencionado año con el objetivo de renovar los 15 escaños electos de la Cámara de la Asamblea, a los que luego se sumaron los seis senadores designados, el Fiscal General y el portavoz, configurando el Parlamento unicameral para el período 2015-2020. Se trató de las novenas elecciones desde la independencia del país caribeño en 1979, así como las decimoséptimas elecciones bajo sufragio universal en la historia del archipiélago.
El oficialista Partido de la Unidad Laborista (ULP), formación socialista liderada por el primer ministro Ralph Gonsalves, buscó un cuarto mandato en el poder. Su principal retador fue el conservador Nuevo Partido Democrático (NDP), liderado por el ex primer ministro predecesor de Gonsalves, Arnhim Eustace. Gonsalves defendió su historial de gestión después de catorce años en el poder, comprometiéndose a profundizar los programas y políticas sociales implementadas durante su gobierno, mientras que la oposición criticó el desempeño económico del país y denunció que el archipiélago se encontraba en crisis, acusando a la administración de Gonsalves de deficitaria y caótica.
La mayoría de los observadores predijeron que la contienda sería tan cerrada como las anteriores elecciones. En efecto, el ULP revalidó su mayoría absoluta con un 52,28 % de los votos y 8 de los 15 escaños contra un 47,37 % y 7 escaños obtenidos por el NDP, con ambos partidos reteniendo las circunscripciones que habían ganado en 2010 por márgenes muy similares y el oficialismo reteniendo el control del Parlamento por tan solo un escaño, garantizando de todas formas la reelección de Gonsalves para un cuarto mandato. Los comicios fueron casi puramente bipartidistas y los terceros partidos no superaron el 0,3 % de los votos. Fuera del bastión laborista de North Central Windward (la circunscripción del propio Gonsalves) y los distritos de Northern Grenadines y Southern Grenadines (férreos bastiones del NDP), la votación fue altamente competitiva en todo el país. La participación fue del 73,39 % del electorado registrado, un 10 % más alta que en 2010. El retiro de Girlyn Miguel en Marriaqua y las derrotas de las candidatas de ambos partidos provocaron que la nueva legislatura no tuviera ninguna parlamentaria mujer electa.
Aunque las misiones de observación de la Organización de Estados Americanos y la Comunidad del Caribe determinaron que las elecciones habían sido «razonablemente libres y justas», la oposición rechazó los resultados y ambos partidos se acusaron recíprocamente de cometer irregularidades en las circunscripciones que ganaron. Eustace se negó a reconocer el triunfo del ULP, denunciando la alteración de los resultados en Central Leeward a favor del partido gobernante (la inversión de esta victoria habría resultado en un triunfo nacional para el NDP). Por su parte, Gonsalves desestimó las acusaciones y cuestionó el conteo en las circunscripciones de North Leeward y South Leeward (ambas ganadas por el NDP). Todos los reclamos fueron en última instancia desestimados.
Fueron las últimas elecciones en las que Eustace lideró al NDP, a los pocos meses anunció su decisión de retirarse. El 18 de noviembre de 2016, once meses después de las elecciones, fue sucedido como líder de la Oposición por Godwin Friday, parlamentario por Northern Grenadines.

## Contexto
Las elecciones generales de 2010 vieron al Partido de la Unidad Laborista (ULP), liderado por Ralph Gonsalves y gobernante del país desde 2001, sufrir el primer desafío serio a su hegemonía después de diez años de gobierno. En el contexto del deterioro económico en el marco de la crisis financiera global, el ULP vio su mayoría reducida a solo un escaño, obteniendo la victoria en ocho circunscripciones contra siete del Nuevo Partido Democrático (NDP). No obstante, el ULP logró retener el gobierno y Gonsalves fue reelegido para un tercer mandato consecutivo como primer ministro, mientras que su predecesor, Arnhim Eustace, repitió como líder de la Oposición. El gobierno de Gonsalves continuó profundizando sus lazos con Venezuela, Cuba e Irán, que habían sido uno de los principales puntos de debate en política exterior con sus predecesores. Los años siguientes también vieron un aumento de la visibilidad política de Camillo Gonsalves, hijo del primer ministro y Representante Permanente de San Vicente y las Granadinas ante las Naciones Unidas, lo que motivó acusaciones de nepotismo por parte de la oposición, cuestionando además su idoneidad para ocupar cargos públicos debido a su doble ciudadanía estadounidense. En 2013, después de renunciar formalmente a esta ciudadanía, Gonsalves fue designado «senador» (parlamentario no electo) en representación del ULP, lo que le permitió asumir Ministro de Asuntos Exteriores, Comercio Exterior, Asuntos del Consumidor y Tecnología de la Información.

## Sistema electoral
| Mapa                   | Circunscripción      | Parlamentarios (2010) | Parlamentarios (2010) | Parlamentarios (2010) |
| ---------------------- | -------------------- | --------------------- | --------------------- | --------------------- |
|                        | North Windward       | Montgomery Daniel     |                       | ULP                   |
| North Central Windward | Ralph Gonsalves      |                       | ULP                   |                       |
| South Central Windward | Saboto Caesar        |                       | ULP                   |                       |
| South Windward         | Frederick Stephenson |                       | ULP                   |                       |
| Marriaqua              | Girlyn Miguel        |                       | ULP                   |                       |
| East Saint George      | Clifton Burgin       |                       | ULP                   |                       |
| West Saint George      | Cecil McKie          |                       | ULP                   |                       |
| East Kingstown         | Arnhim Eustace       |                       | NDP                   |                       |
| Central Kingstown      | St. Clair Leacock    |                       | NDP                   |                       |
| West Kingstown         | Daniel Cummings      |                       | NDP                   |                       |
| South Leeward          | Nigel Stephenson     |                       | NDP                   |                       |
| Central Leeward        | Maxwell Charles      |                       | ULP                   |                       |
| North Leeward          | Roland Matthews      |                       | NDP                   |                       |
| Northern Grenadines    | Godwin Friday        |                       | NDP                   |                       |
| Southern Grenadines    | Terrance Ollivierre  |                       | NDP                   |                       |

Los comicios se realizaron bajo el texto constitucional sancionado en 1979 con las reformas de 1990, así como con la Ley de Representación del Pueblo de 1982 con las reformas de 2009. Bajo las normativas vigentes, San Vicente y las Granadinas es una monarquía constitucional dentro de la Mancomunidad de Naciones, por lo que mantiene al monarca del Reino Unido (en ese momento Isabel II) como jefe de Estado ceremonial, representado localmente por un Gobernador General, mientras que el gobierno es ejercido efectivamente por un gabinete encabezado por un primer ministro, responsable ante el Parlamento electo. El Parlamento sanvicentino está basado en el sistema Westminster, aunque con características locales. La Cámara de la Asamblea, cuerpo legislativo unicameral, se compone por 23 escaños (15 electos y 8 designados) renovados cada un mandato máximo de cinco años, pudiendo ser disuelto para realizarse elecciones anticipadas durante el período.
Los quince escaños electos de la Cámara serían elegidos por medio de escrutinio mayoritario uninominal. A tal fin, la isla de San Vicente está dividida en trece circunscripciones, mientras que el archipiélago de las Granadinas se divide en dos. Cada una de estas circunscripciones está representada por un miembro del Parlamento, elegido por voto popular y directo a simple mayoría de votos. Todos los ciudadanos de la Mancomunidad de Naciones con domicilio o residencia habitual en el país durante un período de al menos doce meses antes de la realización de las elecciones mayores de dieciocho años podrían registrarse para votar, quedando imposibilitados de hacerlo los que fueran declarados mentalmente insanos, tengan una quiebra sin liquidar, pesara sobre ellos una condena judicial superior a doce meses o debieran lealtad a un Estado extranjero. El voto no es obligatorio. Todos los electores en pleno uso de sus derechos mayores de veintiún años y que supieran hablar y leer con fluidez el idioma inglés pueden presentarse como candidatos, con la excepción de los jueces en ejercicio de la Corte Suprema, los servidores públicos, las personas que sean parte interesada en un contrato gubernamental, los miembros de las fuerzas armadas o policiales o los ministros de un culto religioso. Para acreditar su candidatura, un postulante debe presentar el aval de seis electores de la circunscripción que planea disputar y un depósito monetario de EC$500, el cual le será reembolsado si logra superar un octavo (12,5%) de los votos válidamente emitidos en la circunscripción. Caso contrario, el depósito será entregado al Estado.
El partido político o grupo de parlamentarios que logre sumar una mayoría de miembros electos en la Cámara de la Asamblea (ocho o más) adquiere el derecho a formar gobierno y su líder es nombrado primer ministro. Mientras tanto, el líder del bloque de parlamentarios más grande que no forme parte del gobierno (de haber uno) es designado líder de la Oposición. Después, el Gobernador General designa otros seis miembros de la Cámara, que reciben el nombre de «Senadores». Aunque basados en los integrantes de otros Senados del sistema Westminster, los senadores no constituyen una cámara alta separada. De estos escaños, cuatro son ocupados por miembros designados por consejo del primer ministro, mientras que otros dos son designados por consejo del líder de la Oposición. Los requisitos para ser designado senador son los mismos, con la diferencia de que los ministros de un culto religioso (que no están habilitados para presentarse como candidatos en las elecciones a la Cámara) sí pueden ser designados senadores. El Fiscal General y el portavoz parlamentario (elegido por sus miembros en consulta con el líder de la Oposición) son a su vez miembros ex officio del Parlamento.

## Resultados

### Nivel general
|  | 52.28 % |

|  | 47.37 % |

|  | 0.24 % |

|  | 0.12 % |

|  | 99.69 % |

|  | 0.31 % |

|  | 100.00 % |

|  | 73.39 % |

### Resultados por circunscripción
|  | 52.96 % |

|  | 46.65 % |

|  | 0.29 % |

|  | 0.10 % |

|  | 99.86 % |

|  | 0.14 % |

|  | 100.00 % |

|  | 81.49 % |

|  | 79.80 % |

|  | 19.75 % |

|  | 0.45 % |

|  | 99.76 % |

|  | 0.24 % |

|  | 100.00 % |

|  | 71.49 % |

|  | 56.68 % |

|  | 43.23 % |

|  | 0.09 % |

|  | 99.74 % |

|  | 0.26 % |

|  | 100.00 % |

|  | 75.66 % |

|  | 58.57 % |

|  | 40.84 % |

|  | 0.58 % |

|  | 99.74 % |

|  | 0.26 % |

|  | 100.00 % |

|  | 71.10 % |

|  | 58.28 % |

|  | 41.61 % |

|  | 0.11 % |

|  | 99.74 % |

|  | 0.26 % |

|  | 100.00 % |

|  | 73.22 % |

|  | 54.89 % |

|  | 44.27 % |

|  | 0.61 % |

|  | 0.23 % |

|  | 99.62 % |

|  | 0.38 % |

|  | 100.00 % |

|  | 73.60 % |

|  | 55.52 % |

|  | 43.55 % |

|  | 0.93 % |

|  | 99.61 % |

|  | 0.39 % |

|  | 100.00 % |

|  | 70.49 % |

|  | 51.32 % |

|  | 48.19 % |

|  | 0.48 % |

|  | 99.81 % |

|  | 0.19 % |

|  | 100.00 % |

|  | 72.47 % |

|  | 55.38 % |

|  | 44.39 % |

|  | 0.23 % |

|  | 99.62 % |

|  | 0.38 % |

|  | 100.00 % |

|  | 70.94 % |

|  | 54.79 % |

|  | 44.90 % |

|  | 0.31 % |

|  | 99.56 % |

|  | 0.44 % |

|  | 100.00 % |

|  | 71.24 % |

|  | 50.92 % |

|  | 48.73 % |

|  | 0.35 % |

|  | 99.64 % |

|  | 0.36 % |

|  | 100.00 % |

|  | 73.51 % |

|  | 53.34 % |

|  | 46.66 % |

|  | 99.66 % |

|  | 0.34 % |

|  | 100.00 % |

|  | 76.97 % |

|  | 50.13 % |

|  | 49.87 % |

|  | 99.67 % |

|  | 0.33 % |

|  | 100.00 % |

|  | 79.54 % |

|  | 76.20 % |

|  | 23.80 % |

|  | 99.65 % |

|  | 0.35 % |

|  | 100.00 % |

|  | 65.97 % |

|  | 61.27 % |

|  | 38.73 % |

|  | 99.73 % |

|  | 0.27 % |

|  | 100.00 % |

|  | 68.12 % |